# Alliance contre le tabac
 (novembre 2020).
L'Alliance contre le tabac, association loi de 1901, est la fédération des acteurs de la lutte contre le tabac créée en 1991 à la suite de la promulgation de la loi Évin.
L'Alliance rassemble en son sein une vingtaine de membres et personnalités menant une politique engagée dans la lutte contre le tabagisme.

## Missions
- L’Alliance contre le tabac participe à la mise en œuvre de la Convention-cadre de l'OMS pour la lutte antitabac (CCLAT), signée et ratifiée par la France en 2004.
- L’Alliance anime et coordonne une action associative commune de lobbying anti-tabac sur l'ensemble du territoire français.
- Si certaines missions sont réalisées conjointement avec ses membres, l’Alliance travaille aussi en étroite collaboration avec de nombreux partenaires au niveau international, et encourage une coopération accrue avec les pays francophones.

## Composition du Bureau
- Président : Pr Loïc Josseran (depuis 2017)
- Vice-président : Christiane Pochulu (Association Santé respiratoire France)
- Secrétaire général : Pr Bertrand Dautzenberg (Paris sans tabac, PST)
- Secrétaire général adjoint : Pascal Diethelm (Comité national contre le tabagisme, CNCT)
- Trésorier : Pr Michel-Henri Delcroix (Association Périnatalité Recherche Information, APPRI)
- Trésorier adjoint : Mathiam Mbengue (Grand Est sans tabac, GEST)